# Sveriges elektroindustriförening
Sveriges elektroindustriförening, eller Elektroindustriföreningen, förkortat Elif, var en branschorganisation som grundades år 1918 av svenska tillverkare av elmateriel, elapparater och elektrisk belysningsarmatur. Föreningen var bland annat en av initiativtagarna till den större organisationen Föreningen för elektricitetens rationella användning (Fera) där även elproducenters (kraftverksindustrins), elgrossisters, elinstallatörers och elhandlares intressen samlades. Föreningen var också delägare i kontrollorganet Semko.

## Historia
Den svenska elektriska industrin hade sina första verksamhetsår på 1880-talet. Men det dröjde innan förutsättningar för att bilda en branschorganisation var på plats. År 1911 bildades Sveriges elektriska industriförening som till en början omfattade både industriföretag och installationsföretag. Intressena gick isär och år 1918 meddelade ordföranden för fabrikantgruppen inom organisationen att fabrikanterna önskade bilda en egen förening.
Den 28 augusti 1918 konstituerades Sveriges elektroindustriförening med 18 medlemmar. Till föreningens första styrelse invaldes Robert Ameln (Svenska Ackumulator AB Jungner), Sigfrid Edström (Asea), Edvard Henke (Elektraverken och Liljeholmens kabelfabrik), Axel Hultman (Luth & Roséns Elektriska), F Jäger (Elektriska AB Volta), Gottlieb Piltz (Telefonaktiebolaget L M Ericsson), Ernst Sievert (Sieverts kabelverk) och Klas Östlund (Arvid Böhlmarks lampfabrik).
En av föreningens viktigaste frågor vid bildandet var skyddstullar. Genom skyddstullar för den svenska elektroindustrin ansåg medlemmarna att en viss garanti erhölls för att säkerställa den inhemska efterfrågan som behövdes för att branschen skulle kunna fortsätta utvecklas. Tullfrågan kom alltmer i skymundan när branschen växte sig stark och det omvända förhållandet var ett faktum. Branschen utvecklades till en framgångsrik exportör. Tullskydd och exportintressen var inte förenliga.
Standardisering var ett annat intresseområde för branschen. Det ämnet var aktuellt sedan bildandet och under fortsatt lång tid därefter. Standardiseringsfrågorna drevs genom ett särskilt organ, Svenska elektriska kommissionen (SEK), vars sekretariat var förlagt till föreningen. SEK hade 33 olika normkommittéer för att hantera standardiseringsfrågor inom respektive område som berörde fabrikanterna. Normkommittéerna behandlade både tekniska och ekonomiska frågor. Till exempel frågor om kreditupplysning.
Bland övriga av föreningens engagemang kan nämnas bildandet av Föreningen för elektricitetens rationella användning (Fera) år 1927, Elektrotekniska utställningsinstitutet år 1931 samt delägarskap i Svenska elektriska materielkontrollanstalten (Semko) år 1934 strax innan de första provningstvången i Sverige kungjordes. Intresseorganisationen Fera publicerade från år 1928 branschtidskriften ERA, Elektricitetens rationella användning, genom vilken elektroindustrin kunde bedriva upplysningsverksamhet.
Samverkansmodellen inom elbranscherna ansågs i stort vara framgångsrik. Även motsättningar inom branschernas olika intressegrupper behandlades och avvecklades. Alla inom elbranscherna, inte minst tillverkarna, hade nytta av att elektricitetens användning populariserades. Därför var minskandet av olycksrisker en gemensam och angelägen intressefråga.
Industricheferna kunde genom Elif vara funktionärer i andra relaterade bransch- och intresseföreningars styrelser och på det sättet samverka med flera delar av elbranschen. Ett exempel på detta var civilingenjör Harry Nyström (1898–1991) som var bland annat VD för Elif 1925–1968, sekreterare i Svenska elektriska kommissionen (SEK) 1925–1937, annonschef på Fera 1928–1967 och styrelseledamot i Semko 1951–1970.
Vid tidpunkten för Elifs bildande år 1918 var tillverkningsvärdet för svensk elektroindustri 100 miljoner kr. År 1967 hade tillverkningsvärdet växt till 4,5 miljarder kr.

## Medlemmar
Vid 25-årsjubileet år 1943 hade Elektroindustriföreningen 48 medlemmar. Elindustrin var under samma tid i stark tillväxt och i takt med att branschen mognade och konkurrensen tilltog så konsoliderades den. Flera av de ursprungliga medlemmarna i organisationen försvann därför från medlemsmatrikeln men var i praktiken kvar ändå eftersom de hade köpts upp eller gått samman med större medlemsföretag.
| Ackumulator-Fabriks AB Tudor          | Stockholm   |
| Allmänna svenska elektriska AB (Asea) | Västerås    |
| Andersson & Lundgren                  | Malmö       |
| Bjurhagens fabriker                   | Malmö       |
| A E Bolling                           | Gränna      |
| AB Arvid Böhlmarks lampfabrik         | Stockholm   |
| Einar Bäckströms metallvarufabrik     | Malmö       |
| Cebe aktiebolag                       | Svalöv      |
| Elektriska AB Ergo                    | Västerås    |
| Elektriska AB Helios                  | Stockholm   |
| Elektriska AB Lindström & Andell      | Göteborg    |
| Elektriska AB Morén                   | Partille    |
| Elektriska AB John Osterman           | Stockholm   |
| Elektriska AB Skandia                 | Stockholm   |
| AB Elektro-apparat                    | Göteborg    |
| AB Elektro-gennel                     | Stockholm   |
| Elektro-metall                        | Malmö       |
| Elektrofirman Atermo                  | Göteborg    |
| AB Elektrolux                         | Stockholm   |
| AB Elektrougnar                       | Stockholm   |
| Aktiebolaget Elektro-värme            | Borås       |
| Elge-verken                           | Linköping   |
| Graham brothers AB                    | Stockholm   |
| AB Gylling & Co                       | Stockholm   |
| Aktiebolaget Iföverken                | Bromölla    |
| Ingeniörsfirman Friberg & Co AB       | Göteborg    |
| Ingeniörsfirman Sandblom & Stohne AB  | Stockholm   |
| AB Karlskrona lampfabrik              | Karlskrona  |
| Kolbäcks elektriska verkstad          | Kolbäck     |
| Konsthantverk                         | Tyringe     |
| AB Liljeholmens kabelfabrik           | Liljeholmen |
| Malmö metallvarufabrik AB             | Malmö       |
| Nordiska Ackumulatorfabriken          | Malmö       |
| AB Nordiska kompaniet                 | Stockholm   |
| Norrahammars bruk                     | Norrahammar |
| AB Orrefors glasbruk                  | Orrefors    |
| AB Osram-Elektraverken                | Stockholm   |
| Max Sieverts fabriks AB               | Sundbyberg  |
| AB Skandinaviska glödlampsfabriken    | Nyköping    |
| Skånska ättikfabriken AB              | Perstorp    |
| Svenska ackumulator AB Jungner        | Stockholm   |
| Svenska elektromagneter               | Åmål        |
| Svensk elektromekanisk industri AB    | Helsingborg |
| Svenska radio AB                      | Stockholm   |
| AB Svenska transformatorfabriken      | Linköping   |
| Telefon AB L M Ericsson               | Stockholm   |
| AB Upsala armaturfabrik               | Stockholm   |
| AB Vasalampan                         | Stockholm   |

## Ledamöter
Bland kända styrelseledamöter i Elif kan nämnas Olle Franzén, Curt Nicolin och Hans Werthén.

### Ordförande
Följande personer var styrelseordförande i Elif under de första 50 verksamhetsåren.
- Sigfrid Edström, 1918–1944.
- Helge Ericson, 1944–1946.
- Thorsten Ericson, 1946–1955.
- Sven Ture Åberg, 1955–1967.
- Åke Vrethem, 1967–sittande år 1968.